# Onthophagus stuhlmanni
Onthophagus stuhlmanni là một loài bọ cánh cứng trong họ Bọ hung (Scarabaeidae).